# La hechicera: Los secretos del inmortal Nicolas Flamel
La Hechicera: Los secretos del inmortal Nicolas Flamel es la tercera entrega de la serie Los secretos del inmortal Nicolás Flamel, escrito por Michael Scott. La Hechicera fue publicada el 26 de mayo de 2008 en Estados Unidos. La primera publicación en español de La Hechicera fue en España en 2009, por la Editorial Roca Junior Inc..
El nombre de La Hechicera se refiere a Circe, un personaje de la mitología griega. Basado en este personaje, Michael Scott escribe La Hechicera.

## Contenido
El libro La Hechicera: Los secretos del inmortal Nicolas Flamel contiene en total 541 páginas, en las cuales se incluyen: los datos del libro, las dedicaciones, el contenido, narrado en 70 capítulos, el epílogo, la nota de autor y los agradecimientos. También la contraportada que incluye la sinopsis.
Los datos del libro, las dedicaciones, el contenido, o la historia, narrada en 55 capítulos, la nota de autor y los agradecimientos. Además de la contraportada que lleva la sinopsis.

### Contraportada
Sinopsis:
"El corazón de Nicolas Flamel se rompió en mil pedazos cuando vio como su querida [París] quedaba reducida a cenizas delante de sus propios ojos. Dee y Maquiavelo son los culpables de este desastre, pero Flamel también tuvo parte de culpa, porque al tener que proteger a Sophie y Josh Newman (los gemelos de la profecía) y a los manuscritos de los sabios oscuros, no pudo centrarse en evitar la caída de la ciudad. La situación no podía estar peor: Nicolás muere día a día y Perenelle, su mujer, sigue atrapada en Alcatraz. La única oportunidad que tienen es encontrar un tutor que enseñe los rudimentos mágicos necesarios a Sophie y Josh. El problema es que el único que puede hacerlo es un personaje llamado Gilgamesh, que está muy, pero que muy loco."

### Dedicatoria
La dedicatoria de "La Hechicera: Los secretos del inmortal Nicolas Flamel" va para una persona (misma que aparece en la de El Mago: Courtney), además de un mensaje en latín, dice así:
A Courtney,
ex animo

## Personaje Titular
Al igual que todas las entregas de "Los secretos del inmortal Nicolas Flamel", el personaje del título va implícito, en ocasiones es sencillo saber quién es, en cambio en otras no. En "La Hechicera: Los secretos del inmortal Nicolas Flamel" el personaje titular dice: "La Hechicera", esta es Perenelle Flamel: HECHIZOS.

"The Sorceress is Perenelle Flamel."
 Michael Scott

que se traduce como:

"La Hechicera es Perenelle Flamel."
 Michael Scott

## Diseños de Portada
La serie se basa principalmente con un diseño específico que varia de acuerdo al libro, pero en el mundo existen dos variaciones de portada para la serie: La Americana y la de Reino Unido

## Nuevos Personajes de la Serie

### Humanos Inmortales
- Palamedes - También llamado "Caballero Sarraceno", es un inmortal descrito como un hombre alto y con músculos marcados, forma parte de "Los Caballeros Verdes" que se encargan de rescatar a humanos perdidos en mundos de sombras, gracias a la habilidad que poseen los caballeros, incluyendo Palamedes, de poder pasar por los mundos de sombras sin sufrir algún tipo de cambio, físico o mental. Palamedes es uno de los que presencio el asesinato del Rey Arturo, por quien empuñó a Excalibur para vengar su muerte. En "El Nigromante" se revela que su maestro Inmemorial (No es un Oscuro Inmemorial) es el "Hombre Verde", Tammuz. Su Aura es Verde Oliva y tiene olor a Clavo.

- Billy el Niño - Billy the Kid o Billy el Niño es un apodo para William Henry Bonney. Humano inmortal nacido en Nueva York, Estados Unidos, el 23 de noviembre de 1859. En el libro se describe que tiene un gran parecido con sus fotografías. Tiene un descapotable Thunderbird rojo. En "El Nigromante" se revela que su maestro Oscuro Inmemorial es la serpiente emplumada, Quetzalcóatl. Su Aura es roja y tiene un olor a Pimiento Rojo.

- William Shakespeare - También llamado "El Bardo". Nacido en la época Isabelina, Shakespeare fue aprendiz de Nicolas Flamel hasta que lo traicionó, convirtiéndose en aprendiz del Dr. John Dee. Hasta que Shakespeare tuvo mellizos y Dee asesino a uno de ellos, Hammet, en el intento de despertarlo. Shakespeare dejó a Dee y regreso para luchar contra los Oscuros Inmemoriales, reconciliándose con Flamel. "Los Sabuezos de Gabriel", "Rachets" o "Torc Mandra" (Hombres-Perro) le deben su lealtad a él y a Palamedes. Es gran amigo del Conde Saint-Germain y Palamedes. Ha vivido con Palamedes en un lote de autos, al norte de Londres, los últimos años. Shakespeare posee propiedades por toda Inglaterra. Su Aura es amarillo limón y tiene olor a limones.

- Gilgamesh - Es el humano inmortal más viejo de todos, tiene más de 10,000 años y se dice que su maestro fue el propio Abraham el Mago. Gracias a su edad, Gilgamesh vivió en Danu Talis y vio a los mellizos originales. Debido a su edad, Gilgamesh constantemente olvida o confunde eventos y cosas, también debido a su edad se volvió completamente loco, pero su gran edad no es siempre una desventaja, Gilgamesh posee más sabiduría de hechizos y conjuros que cualquier otro inmortal, también conoce las 5 magias elementales, aunque Gilgamesh no tiene Aura para usarlas. Es un personaje muy alegre y feliz. Gilgamesh es llamado "Gilgamesh El Rey" y "El Anciano de Los Días". No posee Aura y por lo tanto no tiene olor.

### Criaturas, Bestias y Monstruos
- Sabuesos de Gabriel - También llamados Rachet, Los Sabuesos de Gabriel son Torc Mandra (Hombres Perro) que han luchado del lado de los humanos desde la caída de Danu Talis. Su líder es Gabriel, son descritos como perros mezcla de las razas Galgo Irlandés y Borzoi: Galgo Ruzo, tienen los ojos rojos y son especialmente rápidos y veloces.

- Genii Cucucllati - Apodados "Los Encapuchados" son una serie de criaturas capaces de transformarse en criaturas similares a los osos, su raza siempre ha despreciado a los humanos y obedecen a una tal "Madre". Son enviados por John Dee para asesinar a Flamel.

- Cucubuth - En su aspecto normal, se ven como hombres rapados, llenos de tatuajes y con piercings. Son criaturas muy poco comunes que generalmente tienen cola. Son crías de Vampiros y Torc Mandra. Desde la caída de Danu Talis y la llegada de los humanos, se convirtieron en mercenarios, cazadores y bebedores de sangre. Detestan a las Dearg Due Su aura es de "zarcillos grisáceos y desagradables de luz humeante".

- Dearg Due - En su aspecto humano parecen chicas normales, a excepción de su cabellera pelirroja y su tez pálida. Son vampiros que se establecieron en lo que después de la caída de Danu Talis, se convirtió en las tierras celtas. Son capaces de notar cuando alguien las vigila. Detestan a los Cucubuths.

### Inmemoriales
- Nereo - Es un Oscuro Inmemorial, "El Viejo Hombre del Mar". Es el padre de las Nereidas, que son mujeres-pez con un apetito voraz, no son capaces de salir del agua, pero Nereo si. Nereo es descrito como un hombre del torso para arriba, en la parte debajo de la cintura tiene ocho tentáculos de pulpo. Fue enviado a matar a Perenelle a Alcatraz.

No participan más inmemoriales, pero las Inmemoriales Iris y Electra son mencionadas. Electra es Madre de Iris
- Iris - Llamada "La Diosa Arcoiris", posee un aura multicolor. Nicolas y Perenelle Flamel ayudaron a Iris en un aprieto y está le regalo a Flamel dos pulseras multicolor, que se activan con el agua que tienen las mismas propiedades que el río Éstinge que dejan a los mortales inconscientes un Año y un día.

### Arcontes
En "La Hechicera" se revela la existencia de una raza anterior a los propios Inmemoriales, esta raza es conocida como "Los Arcontes". Son una raza mítica que gobernó la tierra hace milenios. No se menciona mucho de esta raza pero dice que solamente existieron 12 Arcontes y que todos ellos fueron criaturas sumamente bellas y que contaban una especie de magia (ellos la llaman tecnología y los Inmemoriales la conocen como "Tecnología Arconte")que les ayudaba a crear todo tipo de cosas, como los Tulpas. También mencionan que son capaces de leer la mente. También ocurre un efecto muy inusual, cuando un Arconte habla, los que lo oyen lo escuchan en el idioma con el que estén más familiarizados. Por ejemplo, cuando Flamel lo oyó hablar en Francés y cuando Palamedes lo oyó lo escucho hablar en Sumerio.

#### Cernunnos
- Cernunnos - Es el arconte también conocido como "El Dios Astado" debido a las grandes astas de ciervo que hay en su cabeza. Cernunnos se describe como una criatura, casi una bestia. Tiene patas de cordero y astas de ciervo, tiene el cuerpo enteramente cubierto de un pelaje café y viste con pieles de animales apenas reconocibles. Cernunnos fue un científico, pero cuando los Inmemoriales le prohibieron experimentar con otros seres, él experimento con sí mismo, lo que lo convirtió en una bestia, perdiendo así su belleza y los años que pasó aislado acabaron por atrofiare la mente, lo que acabó con su inteligencia. El único recordatorio de su pasado es su rostro, increíblemente bello.

Otros datos de Cernunnos son:
- Asesino al Rey Arturo y a Mordred con la espada Clarent.
- Es el líder de la Caza Salvaje.
- Bastet informó que es el más débil de su especie.

## Premios y reconocimientos
"La Hechicera: Los secretos del inmortal Nicolas Flamel" fue nominada para dos reconocimientos:
- Amazon - Mejores libros del 2009

Categoría - Los Top 10 libros infantiles: Lectores Intermedio.
La Hechicera quedó posicionada en le número 7.
- Cybills (Premios - Niños y jóvenes bloggers) - Nominaciones 2009

Categoría - Fantasía y Ciencia Ficción años Elementales/Medio La Hechicera fue nominada por: Kristine Michael

## Serie Los Secretos del Inmortal Nicolas Flamel
- 1.-The Alchemist: The Secrets of the Inmortal Nicholas Flamel

(El alquimista: los secretos del inmortal Nicolas Flamel)
- 2.-The Magician: The Secrets of the Inmortal Nicholas Flamel

(El Mago: Los secretos del inmortal Nicolas Flamel)
- 3.-The Sorceress: The Secrets of the Inmortal Nicholas Flamel

(La Hechicera: Los secretos del inmortal Nicolas Flamel)
- 4.-The Necromancer: The Secrets of the Inmortal Nicholas Flamel

(El Nigromante: Los secretos del inmortal Nicolas Flamel)
- 5.-The Warlock: The Secrets of the Inmortal Nicholas Flamel

(El Brujo: los secretos del inmortal Nicolas Flamel)
- 6.-The Enchantres: The Secrets of the Inmortal Nicholas Flamel

(La Encantadora: Los secretos del inmortal Nicolas Flamel)
Además de los títulos de la serie, el autor Michael Scott agregó 2 libros extras aparte de la historia, estos son:
- Extra 1.- The Death of Joan of Arc

(La Muerte de Juana de Arco)
- Extra 2.- Billy the Kid and the Vampyres of Vegas

(Billy el Niño y las Vampiresas de Vegas)